# 酒井直豊
酒井 直豊（さかい なおとき）は、江戸時代の武士。出羽庄内藩亀ヶ崎城代。酒井奥之助家第6代。

## 経歴
宝暦9年（1759年）、出羽庄内藩家老酒井直恭の子として生まれる。
安永6年（1777年）8月、父直恭の死去により、家督と知行1200石を相続する。安永9年（1780年）10月、組頭となる。
家老水野重幸と対立して、亀ヶ崎城代に左遷されていた竹内茂樹が、寛政7年（1795年）5月、藩政改革を志す藩主酒井忠徳により中老を命じられ、藩政中枢に復帰したため、後任の城代を命じられる。寛政11年（1799年）1月、家老酒井了知の三男確之進（直寛）を養子とする。同年5月、城代を辞任。
文化2年（1805年）2月11日死去。享年45。